# کیش (سومر)
کیش نام دودمانی پادشاهی در میان‌رودان بود که پس از شکست سومریان توسط منیشتوشو بنیان‌گذارده شد. سارگون بزرگ امپراتور آکدها که اولین امپراتوری شناخته شده در تاریخ بشر بوده، ابتدا کار خود را از پادشاهی کیش شهر کوچکی در میان‌رودان (بین النهرین) آغاز و سپس به امپراتور کل آکادها تبدیل شد.
پیدایش تمدن‌های سومر و عیلام در خاک میان‌رودان و خوزستان، توجه سامیان ساکن صحرای عربستان را به خود جلب نمود و به‌تدریج به منطقه میان‌رودان کشاند. با گذشت زمان سامیان یکی از اقوام ساکن میان‌رودان شده و به‌تدریج صاحبان قدرت و مسند گردیدند، به‌نحوی که ۲۸۰۰ سال قبل از میلاد اکثریت بسیاری از شهرهای سومر و بعضاً حاکمیت شهر (پاتسی) را در اختیار گرفتند.
در همان سال فردی سامی موسوم به منیشتوشو با استفاده از مسند پاتئسی خود حاکمیت سومریان را نقض نموده و دودمان پادشاهی کیش را به وجود آورد. دودمان شاهی مذکور بارها علیه دولت ایلام اعلان جنگ کرده و به خاک ماننا حمله نمود.